# Badister flavipes
Badister flavipes är en skalbaggsart som beskrevs av Leconte. Badister flavipes ingår i släktet Badister och familjen jordlöpare. Inga underarter finns listade i Catalogue of Life.